# Víctor Giordani
Víctor Giordani (ur. 22 stycznia 1951) – gwatemalski strzelec, olimpijczyk.
Giordani wystąpił na igrzyskach olimpijskich w 1976 roku w strzelaniu do ruchomej tarczy z 50 metrów. Zajął ostatnie 27. miejsce.

## Wyniki olimpijskie
| Igrzyska | Konkurencja          | Wynik                | Miejsce | Źródło |
| -------- | -------------------- | -------------------- | ------- | ------ |
| IO 1976  | Ruchoma tarcza, 50 m | 504 punkty (258-246) | 27      | [ 1 ]  |